# Coffeen (Illinois)
Coffeen es una ciudad ubicada en el condado de Montgomery en el estado estadounidense de Illinois. En el Censo de 2010 tenía una población de 685 habitantes y una densidad poblacional de 264,48 personas por km².

## Geografía
Coffeen se encuentra ubicada en las coordenadas 39°5′25″N 89°23′34″O / 39.09028, -89.39278. Según la Oficina del Censo de los Estados Unidos, Coffeen tiene una superficie total de 2.59 km², de la cual 2.59 km² corresponden a tierra firme y (0%) 0 km² es agua.

## Demografía
Según el censo de 2010, había 685 personas residiendo en Coffeen. La densidad de población era de 264,48 hab./km². De los 685 habitantes, Coffeen estaba compuesto por el 99.27% blancos, el 0% eran afroamericanos, el 0% eran amerindios, el 0% eran asiáticos, el 0% eran isleños del Pacífico, el 0% eran de otras razas y el 0.29% pertenecían a dos o más razas. Del total de la población el 0.73% eran hispanos o latinos de cualquier raza.